# ونیز
ونیز (به ایتالیایی: Venezia) جزیره‌ای در شمال ایتالیا که در خلیجی از تالاب ونتزیا در نزدیکی دریای آدریاتیک قرار گرفته است و به صورت جزیره‌های کوچک است. جزیره‌ها به وسیلهٔ کانال‌هایی از هم جدا شده‌اند و تردد در شهر به وسیله قایق صورت می‌گیرد و خودرویی وجود ندارد.
شهر ونیز یکی از شهرهای گردشگرپذیر ایتالیااست و سالانه میلیون‌ها گردشگر به این شهر می‌روند. از دیدنی‌های این شهر می‌توان به میدان سن مارکو محل دفن مرقس یکی از حواریون عیسی مسیح که به سن مارکو مشهور است، اشاره کرد.
شهر ونیز به خاطر شکل عجیب و همچنین تعدد آثار تاریخی و هنری و معماری در لیست میراث جهانی یونسکو نیز قرار گرفته که همین موجب شده سالانه میلیون‌ها نفر (بیست میلیون به‌طور تخمینی) از سر تا سر جهان برای دیدن این شهر سفر کنند.
نام ونزیا در ایام قدیم به تمام منطقه ونتو و فریولی گفته می‌شد. ونیز شهر جشنواره‌ها و کارناوال‌ها نیز هست. برای مثال جشنوارهٔ فیلم ونیز در اواخر اوت، هر سال یکی از اتفاقات مهم دنیای فیلم و هنر است. کارناوال ونیز هم که در ماه فوریه در تمام شهر برپاست، از بزرگ‌ترین و قدیمی‌ترین کارناوال‌های جهان است. این کارناوال به کارناوال ماسک‌ها نیز مشهور است. ماسک‌های فیلم چشمان کاملاً بسته را نیز هنرمندان این شهر ساخته‌اند. به‌غیر از ماسک‌ها، کریستال‌های ونیزی هم شهرت فراوان دارند و طرز ساخت‌شان دیدنی‌است. این کریستال‌ها را با روش سنتی در جزیره‌های اطراف ونیز (مورانو و بورانو) می‌سازند.

## تاریخچه شکل‌گیری
شهر ونیز به صورت امروزی در ۸۰۰ سال بعد از میلاد با پیشینه زیستی ماقبل تاریخ به وجود آمد.
تالاب ونیز در ۸۰۰ سال بعد از میلاد مسیح کم‌کم شکل امروزی را به خود گرفت قبل از آن هم با توجه به منابع غنی برای شکار و ماهیگیری افرادی می‌زیستند به‌طور پراکنده، طبق شواهد تاریخی در زمان قبل از رومیان نیز تمدنی با مشاغلی از قبیل ماهیگیری، تولید نمک و حمل و نقل دریایی در این منطقه وجود داشته. با آمدن رومیان به این منطقه مشاغل رونق بیشتری می‌گیرد و بنادر ساخته می‌شود (کیوجا) اولین بندر ساخت رومیان در نزدیکی ونیز است. آثار متعددی که هنوز هم پای بر جاست، در همین دوران ساخته می‌شود و بنا بر شواهدی رومیان از ونیز به عنوان تفرج‌گاه برای تعطیلات نیز استفاده می‌کردند. بنا بر نظر کرونیکن آلتیللانته تاریخ‌نویس قرن ۱۱ میلادی، برای اولین بار در ۲۵ مارس ۴۲۱ با افتتاح کلیسای سن جاکومتو بر روی پل ریآلتو شهر ونیز به‌طور رسمی ایجاد شد بعدها ساکنان نواحی اطراف با پناه آوردن به ونیز بعد از حملات مکرر لونگو باردی‌ها در سال میلادی ۵۶۸ به جمیعت شهر افزودند.

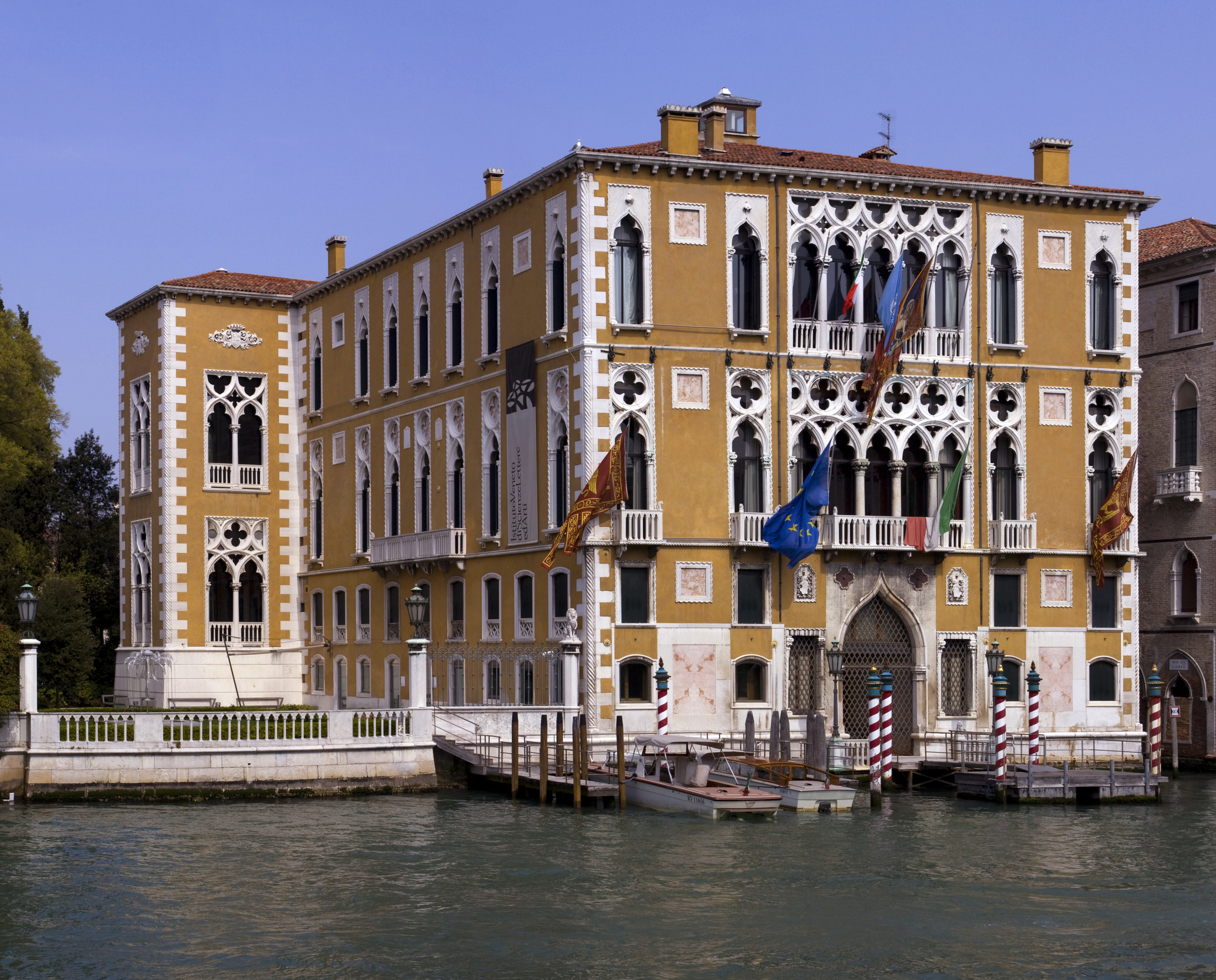
پالازو کاوالی-فرانچتی کاخی است در ونیز، ایتالیا، در نزدیکی پونته دل آکادمی و در کنار کاخ باربارو در کانال بزرگ ونیز است. این کاخ در سال ۱۵۶۵ توسط خانواده پاتریسیون مارچلو ساخته شد و بعداً به گوسونی منتقل شد. در قرن نوزدهم، توسط تعدادی از مالکان بزرگ، به سبک گوتیک ونیزی احیا شده است و با قاب‌بندی پنجره‌های زیبایش همراه با مدرن‌سازی داخلی و بیرونی زیباسازی شد.
از سال ۱۹۹۹ مقر مؤسسه علوم، ادبیات و هنر ونیزی بوده است و اغلب رویدادهای فرهنگی شهر را برگزار می‌کند.

## جغرافیا
شهر ونیز که در ایتالیا به آن ونتزیا می‌گویند، مرکز استان ونتو با جمعیت نفر ۲۷۰۹۵۷ در شمال شرق ایتالیا قرار دارد. شهر ونیز بیشتر از هزار سال پایتخت جمهوری ونیز بود و به نام‌های سرنیسیما (آرام آرام) و لا دومینانته (حاکم) و رجینا دل ادریاتیکو (ملکه دریای آدریاتیک) نیز شناخته می‌شد.

## موقعیت جغرافیایی
شهر ونیز هم سطح دریا می‌باشد و دارای ۱۱۸ جزیره، بعضی از این جزایر به هم به وسیله پل متصل می‌باشند و بعضی دیگر مجزا.
قسمت تاریخی ونیز که در مرکز شهر ونیز قرار دارد به‌طور سنتی و از قدیم به شش قسمت تقسیم شده است. این مناطق شش‌گانه عبارتند از: درسودورو، سانتا کروچه، سن پلو، سن مارکو، کانا رجو و کاستلو. این مناطق در دو طرف کانال بزرگ قرار دارند که حدود ۱۵۰ کانال کوچکتر را به هم وصل می‌کند.
جزایر مهم دیگر که بخشی از ونیز به حساب می‌آیند، عبارتند از:
- مورانو که به خاطر صنعت شیشه‌های دست‌ساز تاریخی‌اش با قدمتی هزارساله معروف است. این شیشه‌ها یکی از سوغاتی‌های معروف ونیز هستند که امروز در خود ونیز نیز ساخته می‌شوند.
- بورانو که به خاطر توری بافی و همچنین خانه‌های رنگارنگ معروف است.
- تورچلو که گفته می‌شود از نظر سکونت قدیمی‌ترین جزیره در این منطقه است.
- لیدو که دارای دوازده کیلومتر طول می‌باشد و به خاطر ساحل زیبا و آرامش معروف شهرت دارد.

## آب و هوا
ونیز دارای آب‌وهوای مدیترانه‌ای می‌باشد؛ در زمستان‌ها به حداقل ۳ درجه بالای صفر به‌طور متوسط می‌رسد و در تابستان‌ها متوسط دمای هوا ۲۴درجه بالای صفر. رطوبت هوا نیز بالا می‌باشد.

## ترابری
وِنیز شهری بدون خودرو است. رفت‌وآمد در درون آن با قایق انجام می‌شود.

## مَد یا بالا آمدن آب دریا

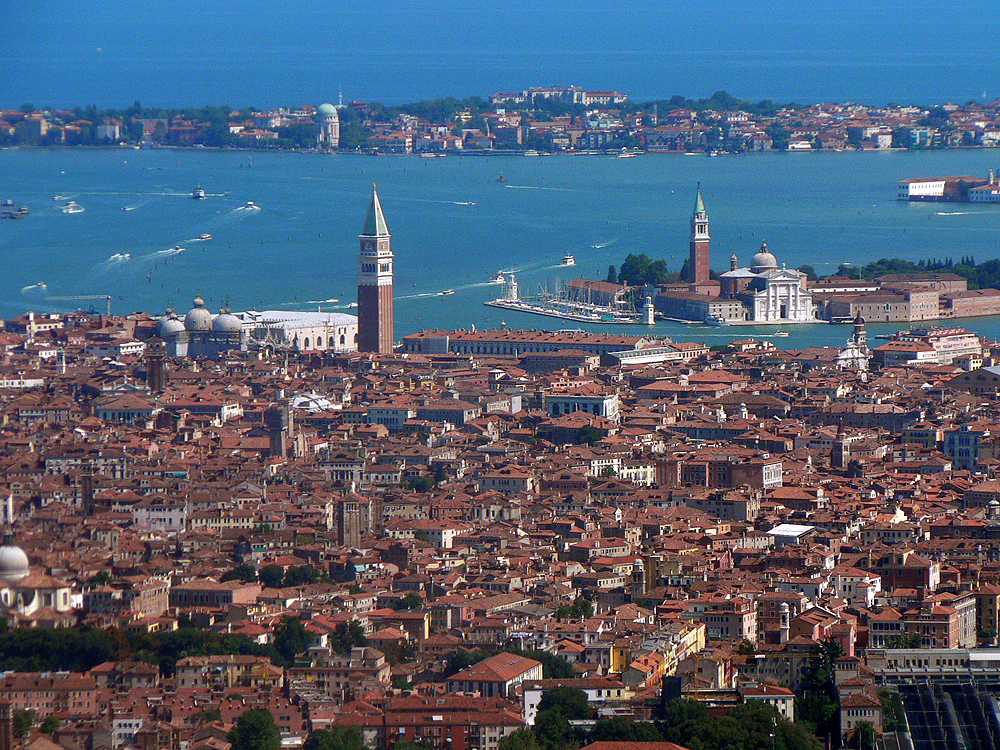

بالا آمدن آب دریا به‌غیر از مد معمولی می‌باشد بدین معنی که در ونیز به‌ویژه در بهار و پاییز سطح آب به اندازه‌ای بالا می‌آید که رفت‌وآمد را مختل می‌کند و کوچه پس کوچه‌های شهر پر از آب می‌شود درست مانند سیل. مد معمولی هنگامی که با طوفان و امواج همراه باشد موجب بالا آمدن آب بیش از حد معمول می‌شود که این مسئله در ونیز یک مسئله عادی می‌باشد. از سال ۲۰۰۳ پروژهٔ سد دریایی متحرک در دست اجرا می‌باشد تا بدین‌وسیله با این پدیدهٔ بالا آمدن آب مبارزه کنند.

## جاذبه‌های گردشگری

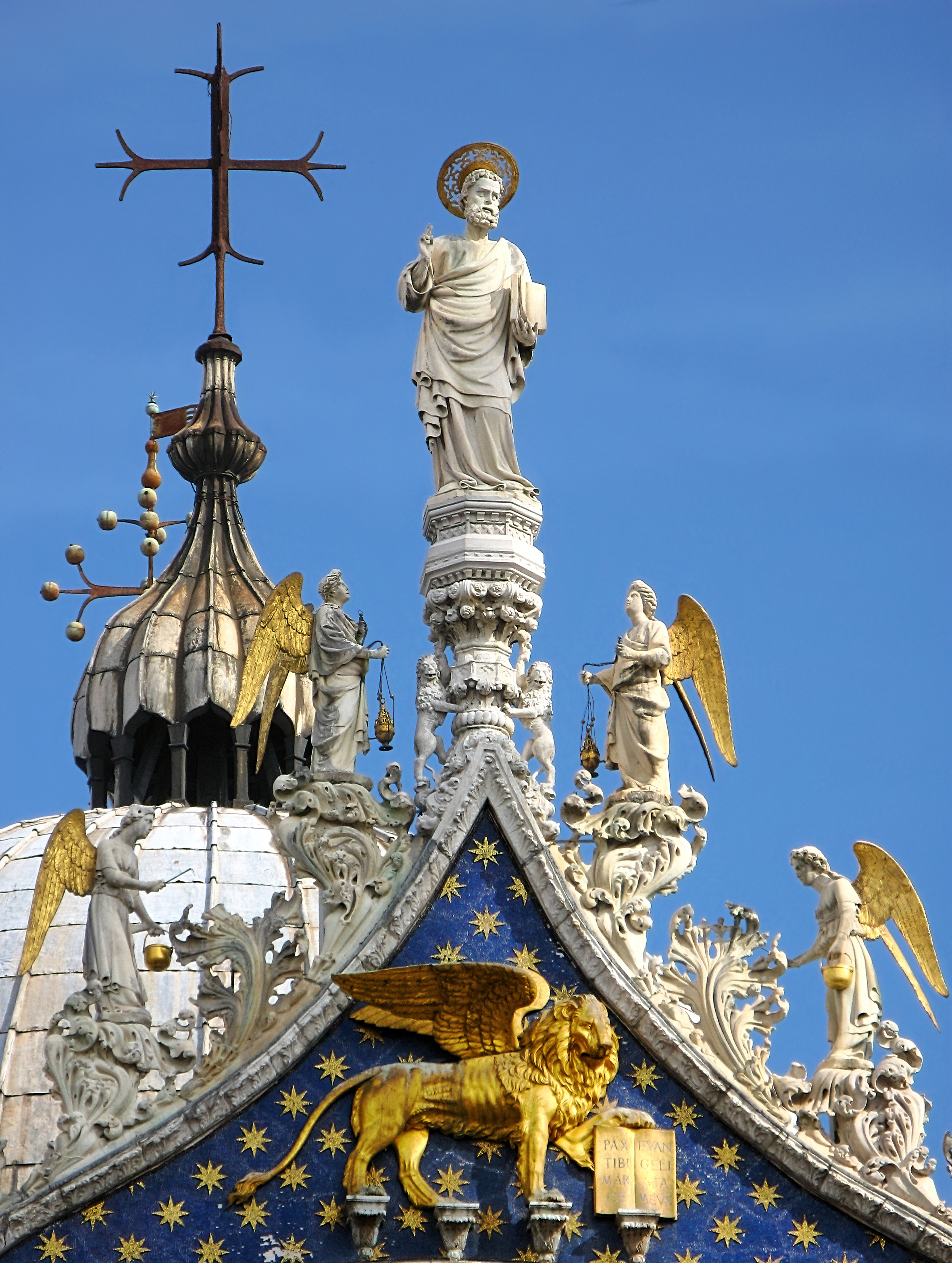
کلیسای جامع سن مارکو از جاذبه‌های گردشگری ونیز

ونیز، شهر عابرین پیاده، تنها شهری در جهان است که در آن ماشین تردد نمی‌کند و برای قدم زدن بسیار مناسب می‌باشد. جزیره اصلی و مرکزی ونیز که ریالتین نام دارد را می‌شود به راحتی در یک ساعت پیاده‌روی تماشا کرد.
ونیز به داشتن کوچه‌های باریک معروف است. علت باریک بودن آن‌ها این است که در گذشته، تنها مسیر ارتباطی، کانال‌های شهر بوده و درب اصلی هر ساختمان به یک کانال باز می‌شده و خیابان‌ها تنها فضایی برای جدا کردن ساختمان‌ها از یکدیگر بوده و کاربرد دیگری نداشتند.